# Aşıkoğlu, Bala
Aşıkoğlu là một xã thuộc huyện Bala, tỉnh Ankara, Thổ Nhĩ Kỳ. Dân số thời điểm năm 2011 là 59 người.